# Бэкон, Фрэнсис
Фрэ́нсис Бэ́кон, 1-й виконт Сент-О́лбан (англ. Francis Bacon, 1st Viscount St Alban; /ˈbeɪkən/; 22 января 1561 — 9 апреля 1626) — английский философ, историк, публицист, государственный деятель, основоположник эмпиризма и английского материализма.
Один из первых крупных философов периода Позднего Возрождения и начала Нового времени, Бэкон был сторонником строго обосновываемого, доказательного научного подхода. Он разрабатывал антисхоластический метод научного познания, стремясь по ходу дела выходить за пределы, задаваемые языком схоластики, которым он, как и другие философы того времени, всё ещё вынужден был пользоваться (как это отмечал применительно к Декарту русский философ В. С. Соловьёв). Догматической дедукции схоластов он противопоставил индуктивный метод, основанный на рациональном анализе опытных данных. Вместе с тем, Бэкон вышел на проблему дедукции как метода научного исследования и собирался в этой связи переписать свое понимание науки по отношению к её требованиям. Этому помешала смерть философа, вызванная ухудшением здоровья и собственноручными рискованными экспериментами.
Главные произведения: «Опыты, или наставления нравственные и политические», «О достоинстве и приумножении наук», «Новый Органон», «Новая Атлантида».
С 20 лет заседал в парламенте. Крупный государственный деятель при короле Якове I, благоволившем Бэкону и даже доверившем ему управлять государством на время своего отъезда в Шотландию. С 1617 года лорд-хранитель Большой печати, затем лорд-канцлер и пэр Англии — барон Веруламский и виконт Сент-Олбанский. В 1621 году привлечён к суду по обвинению во взяточничестве, приговорён к заключению в Тауэр, выплате 40 тысяч фунтов штрафа, а также лишён права занимать государственные должности, участвовать в заседаниях парламента и быть при дворе. Однако за свои заслуги был помилован королём Яковом I и через два дня выпущен из Тауэра, избежав более длительного заключения; от штрафа его также освободили. Бэкон питал надежду вернуться в большую политику, однако высшая власть имела другое мнение, и государственная деятельность его была закончена. Он удалился в своё поместье и последние годы жизни посвятил исключительно научной и литературной работе.

## Биография

### Ранние годы
Фрэнсис Бэкон родился 22 января 1561 года в английской дворянской семье, через два года после коронации Елизаветы I, в особняке Йорк-хаус, лондонской резиденции своего отца, одного из самых высокопоставленных вельмож страны — лорда-канцлера, лорда-хранителя Большой печати сэра Николаса Бэкона. Мать Фрэнсиса, Энн (Анна) Бэкон (ур. Кук), дочь английского гуманиста Энтони Кука, воспитателя короля Англии и Ирландии Эдуарда VI, была второй женой Николаса, и, помимо Фрэнсиса, они воспитывали старшего сына Энтони. У Фрэнсиса и Энтони были ещё три брата по отцу — Эдвард, Натаниэль и Николас, дети от первой жены отца — Джейн Фернли (ум. 1552).
Энн получила хорошее образование: владела древнегреческим и латынью, а также французским и итальянским языками; являясь ревностной пуританкой, лично знала ведущих кальвинистов-теологов Англии и континентальной Европы, переписывалась с ними, переводила на английский язык различную богословскую литературу; она, сэр Николас и их родственники (Бэконы, Сесилы, Расселы, Кавендиши, Сеймуры и Герберты) принадлежали к «новой знати», преданной Тюдорам, в отличие от старой строптивой родовой аристократии. Своих детей Энн постоянно побуждала к строгому соблюдению религиозных обрядов, наряду с тщательным изучением теологических доктрин. Одна из сестёр Энн — Милдред, была замужем за первым министром елизаветинского правительства, лордом-казначеем Уильямом Сесилом, бароном Берли, к которому Фрэнсис Бэкон впоследствии часто обращался за помощью в своём карьерном продвижении, а после кончины барона — к его второму сыну Роберту.
О детских годах Фрэнсиса известно очень мало; крепким здоровьем он не отличался, и, вероятно, учился в основном дома, атмосфера которого была заполнена разговорами об интригах «большой политики». Сочетание личных дел с государственными проблемами с детства отличало жизненный уклад Фрэнсиса, что позволило А. И. Герцену заметить: «Бэкон изощрил свой ум общественными делами, он на людях выучился мыслить».
В апреле 1573 года он поступил в колледж Святой Троицы в Кембридже и обучался там три года, вместе со своим старшим братом Энтони; их персональным преподавателем был доктор Джон Уитгифт, будущий архиепископ Кентерберийский. На способности и хорошие манеры Фрэнсиса обратили внимание придворные, а также и сама Елизавета I, которая часто беседовала с ним и в шутку называла юным лордом-хранителем. Покинув колледж, будущий философ унёс с собой неприязнь к философии Аристотеля, которая, по его мнению, была хороша для отвлечённых диспутов, но не для пользы человеческой жизни.

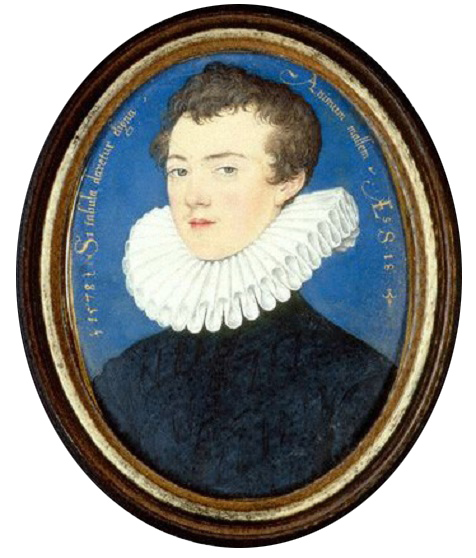
Молодой Фрэнсис Бэкон на медальоне из Национальной портретной галереи; надпись вокруг головы Бэкона гласит: Si tabula daretur digna animum mallem, что в переводе с латыни означает «Если бы только можно было изобразить его разум».

27 июня 1576 года Фрэнсис и Энтони вступили в общество учителей (лат. societate magistrorum) в Грейс-Инне. Через несколько месяцев благодаря протекции отца, который таким образом хотел подготовить сына к служению государству, Фрэнсиса отправили за границу в составе свиты Сэра Эмиаса Паулета, английского посла во Франции. Делегация прибыла в Кале на линкоре «Дредноут» 25 сентября 1576 года.
Следуя за французским королевским двором во главе с Генрихом III, Паулет со свитой, включая Фрэнсиса, помимо Парижа, побывал также в Блуа, Туре и Пуатье; в Пуатье они прибыли 2 июля 1577 года. По мнению исследователя Елены Трикоз, в Университете Пуатье юный Бэкон прошёл несколько курсов на факультете гражданского права, обучаясь по трудам Франсуа Отмана. И. С. Дмитриев пишет, что в качестве учителя Паулетом для своих детей и Фрэнсиса был приглашён сын Франсуа Отмана, французский дипломат Жан Отман, на смену предыдущего наставника, мистера Данкамба. Ю. П. Михаленко, со ссылкой на книгу Жерара Эската «Бэкон» (Париж, 1968, с.7), замечает, что Бэкон «мог слушать Ж. Бодэна».
Франция тогда переживала очень неспокойные времена шестой религиозной войны, что дало богатые впечатления юному дипломатическому работнику, и пищу для размышлений. Некоторые считают, что результатом явилась работа Бэкона «Заметки о состоянии Христианского мира» (англ. Notes on the state of Christendom), которая обычно входит в состав его сочинений, однако издатель трудов Бэкона Джеймс Спеддинг показал, что приписывать эту работу Бэкону мало оснований, но более вероятно, что «Заметки…» принадлежат одному из корреспондентов его брата Энтони.

### Начало карьеры
Скоропостижная кончина отца в феврале 1579 года заставила Бэкона вернуться домой, в Англию. Сэр Николас отложил значительную сумму денег для покупки ему недвижимости, но не успел выполнить своё намерение; в результате Фрэнсису досталась только пятая часть из отложенной суммы. Для него этого оказалось недостаточно, и он начал брать деньги взаймы. Впоследствии долги всегда висели над ним. Также необходимо было найти работу, и Бэкон выбрал право, обосновавшись в 1579 году в своей резиденции в Грейс-Инне. Таким образом, Бэкон начал свою профессиональную деятельность как юрист, но позже стал широко известен также и как политик, писатель и философ, защитник научной революции.
В 1580 году Фрэнсис предпринял первый шаг в своей карьере, подав через своего дядю Уильяма Сесила прошение о назначении его на какую-либо должность при дворе. Королева благосклонно приняла эту просьбу, однако не удовлетворила её; подробности этого дела остались неизвестны. И впоследствии её величество была расположена к философу, консультировалась с ним по правовым и другим вопросам государственной службы, милостиво беседовала, но это не выливалось ни в материальное поощрение, ни в карьерное продвижение. Проработав после этого два года в Грейс-Инне, в 1582 году Бэкон получил должность младшего барристера (англ. outer barrister).

### Парламентарий
В Палате общин Бэкон заседал постоянно, начиная с 1581 года и до его избрания в Палату лордов. В 1581 году состоялась первая сессия в парламенте с участием Фрэнсиса. Своё место там от избирательного округа Боссини он получил путём довыборов, и, без сомнения, не без помощи своего крёстного отца. Заседал не полный срок; в парламентских журналах не осталось никакого упоминания о деятельности Бэкона в тот период. В 1584 году Бэкон занял место в парламенте от округа Мелкомб в Дорсетшире, в 1586 году — от округа Тонтон, в 1589 — от округа Ливерпуль, в 1593 — от Мидлсекса, в 1597, 1601 и 1604 годах — от Ипсвича, и в 1614 году — от Кембриджского университета.
9 декабря 1584 года Бэкон говорил о законопроекте, касающемся парламентских палат, а также был назначен в комитет по информаторам. Во время своего третьего пребывания в парламенте, 3 ноября 1586 года, Бэкон выступал за наказание Марии Стюарт, королевы Шотландии, и 4 ноября участвовал в комитете по составлению ходатайства о суде над ней.
Парламентская сессия 1593 года началась 19 февраля. Созыв парламента был обусловлен потребностью королевы в денежных средствах перед лицом военной угрозы со стороны Испании. Лорды, как представители Верхней палаты, выдвинули предложение о выплате трёх субсидий за три года, затем смягчили до четырёх лет, при обычной практике уплаты одной субсидии за два года. Бэкон, как представитель Нижней палаты, отстаивающей своё право определять суммы субсидий для королевского двора независимо от лордов, выступил против, говоря, что предложенная двором и лордами подать велика и ляжет непосильным бременем на плательщиков, вследствие чего «…джентльмены должны продать свою серебряную посуду, а фермеры — медную» и всё это в результате принесёт больше вреда, чем пользы. Фрэнсис был выдающимся оратором, его выступления производили впечатление на современников; характеризуя его как оратора, английский драматург, поэт и актёр Бен Джонсон отметил: «Никогда ни один человек не говорил глубже, весомей или допускал меньшую суетность, меньшую ветреность в своей речи… Каждый, кто слушал его, опасался лишь того, что речь закончится».
В процессе дебатов Бэкон вступил в оппозицию сначала с Палатой лордов, а затем, фактически, и с самим двором. Что он предлагал конкретно сам, неизвестно, но планировал распределить выплату субсидий на шесть лет, с пометкой, что последняя субсидия является внеочередной. Роберт Берли, как представитель Палаты лордов, просил объяснений у философа, на что тот заявил, что имеет право говорить согласно своей совести. Тем не менее, запрос лордов был удовлетворён: выплату утвердили равной трём субсидиям и сопутствующим шести пятнадцатым за четыре года, а философ впал в немилость у двора и королевы: ему пришлось оправдываться.
Парламент 1597—1598 годов был собран в связи с тяжёлым социальным и экономическим положением в Англии; Бэкон инициировал два билля: об увеличении пахотных земель и о росте сельского населения, которые предусматривали перевод пахотных земель, обращённых в пастбища в результате проведения политики огораживаний, снова в пашни. Это соответствовало устремлениям английского правительства, которое хотело сохранить в деревнях страны крепкое крестьянство — йоменри, являющееся существенным источником пополнения королевской казны за счёт уплаты налогов. Одновременно с сохранением, и даже ростом сельского населения должен был уменьшиться накал социальных конфликтов. После горячих дебатов и многочисленных совещаний с лордами были приняты полностью переработанные билли.
Первый парламент, созванный при Якове I, действовал без малого 7 лет: с 19 марта 1604 по 9 февраля 1611 года. Фрэнсиса Бэкона представители палаты общин назвали среди имён вероятных кандидатов на пост спикера. Однако по традиции претендента на данный пост выдвигал королевский двор; на этот раз он настоял на своей кандидатуре и спикером палаты общин стал землевладелец сэр Эдвард Филипс.
После того, как в 1613 году Бэкон стал генеральным прокурором, парламентарии объявили, что в будущем генеральный прокурор не должен заседать в палате общин, однако для Бэкона было сделано исключение.

### Дальнейшая карьера и научная деятельность
В 1580-х годах Бэкон написал не дошедшее до нашего времени философское эссе «Величайшее порождение времени» (лат. Temporis Partus Maximus), в котором наметил план всеобщей реформы науки и описал новый, индуктивный метод познания.
В 1586 году Бэкон становится старшиной юридической корпорации — бенчером (англ. Bencher), не в последнюю очередь благодаря содействию своего дяди, Уильяма Сесила, барона Берли. Затем последовало назначение его экстраординарным королевским адвокатом (правда, эта должность жалованием обеспечена не была), и в 1589 году Бэкона зачислили кандидатом на место регистратора Звёздной палаты. Это место могло бы принести ему 1.600 фунтов в год, но занять его можно было только через 20 лет; в настоящее время польза была только в том, что теперь брать взаймы стало проще. Неудовлетворённый своим продвижением по службе, Бэкон неоднократно обращается с просьбами к своим родственникам Сесилям; в одном из писем к лорду-казначею, барону Берли, содержится намёк на то, что продвижению его карьеры тайно препятствуют: «И если ваша светлость подумает сейчас или когда-нибудь ещё, что я ищу и добиваюсь должности, в которой вы сами заинтересованы, то вы можете назвать меня самым бесчестным человеком».
В молодые годы Фрэнсис увлекался театром: так, в 1588 году при его участии студентами Грейс-Инн был написан и поставлен спектакль-маска «Беды короля Артура» — первая обработка для сцены английского театра истории о легендарном короле бриттов Артуре. В 1594 году на Рождество в Грейс-Инн был поставлен другой спектакль-маска с участием Бэкона, как одного из авторов — «Деяния грейитов» (лат. Gesta Grayorum). В этом спектакле Бэконом были выражены идеи «покорения творений природы», открытия и исследования её тайн, позднее получившие развитие в его философских трудах и литературно-публицистических эссе, например, в «Новой Атлантиде».
В конце 1580-х годов Бэкон знакомится с Робертом Деверё, 2-м графом Эссекса (или просто — граф Эссекс), у которого брат философа Энтони служил секретарём. Завязываются отношения, их можно охарактеризовать формулой «дружба-патронаж», иными словами, граф, являясь одним из фаворитов королевы, становится покровителем юриста-философа: старается продвинуть его по службе, употребляя для этого всё своё влияние. Также и сам Бэкон продолжает обращаться за помощью в продвижении своей карьеры к Сесилям. Но пока ни то, ни другое не приносит результатов. Бэкон, в свою очередь, делится с графом Эссексом профессиональными навыками и познаниями: пишет для него различные проекты и предложения, которые тот уже от своего имени подаёт на рассмотрение королеве Елизавете.
В 1594 году Бэкон при поддержке графа Эссекса попробовал получить должность генерального прокурора, однако при дворе вспомнили оппозиционную речь философа во время парламентской сессии 1593 года, в результате через год эту должность получил юрист Эдвард Кок, освободив занимаемый им пост генерального адвоката короны. Бэкон попытался получить освободившийся адвокатский пост, однако, несмотря на заверения в верноподданничестве, также безрезультатно. Ходатайства графа Эссекса при этом могли сыграть и отрицательную роль из-за ухудшающихся отношений графа с королевой Елизаветой I.
С этого времени Кок и Бэкон становятся соперниками, так, что их противостояние назвали «одним из постоянных факторов английской политической жизни на протяжении 30 лет». Положение усугубила и неудача философа в личной жизни: богатая молодая вдова леди Хаттон, за которой он ухаживал, отдала предпочтение Эдварду Коку, и вышла за него замуж.
Чтобы скрасить неудачи, граф Эссекс дарит философу земельный участок в Туикенемском лесопарке, который Бэкон впоследствии продал за 1.800 фунтов стерлингов.
В 1597 году философ публикует свой первый литературный труд «Опыты и наставления нравственные и политические», которые в последующие годы неоднократно переиздавались. В посвящении, адресованном брату, автор опасался, что «Опыты» «будут подобны… новым полупенсовым монетам, которые, хотя серебро в них и полноценно, очень уж мелки». Издание 1597 года содержало 10 коротких эссе; впоследствии, в новых редакциях изданий, автор увеличил их число и разнообразил тематику, при этом заметнее акцентируя политические аспекты — например, в издании 1612 года содержалось уже 38 эссе, а в издании 1625 года — 58. Всего при жизни автора вышло три издания «Опытов». Публика приняла книгу с одобрением, она была переведена на латинский, французский и итальянский языки; слава автора распространялась, но его финансовое положение оставалось затруднительным. Дошло до того, что он был задержан на улице и препровождён в полицию по жалобе одного из золотых дел мастеров из-за долга в 300 фунтов стерлингов.
8 февраля 1601 года граф Эссекс вместе со своими сподвижниками выступил против королевской власти, выйдя на улицы Лондона и направившись в Сити. Не получив поддержки от горожан, он и другие лидеры этого выступления той же ночью были арестованы, заключены в тюрьму и затем предстали перед судом. В состав судей власти включили и Фрэнсиса Бэкона. Графа признали виновным в государственной измене и приговорили к смертной казни. После приведения приговора в исполнение Бэкон, по поручению Её Величества, предоставившей ему документы о заговоре, пишет Декларацию о преступных деяниях Роберта, «бывшего графа Эссекса». Перед её официальной публикацией первоначальный вариант подвергся значительной правке и изменениям, сделанными королевой и её советниками. Елизавета вносила коррекции в Декларацию даже когда брошюра печаталась, так что сорок экземпляров после королевских правок были уничтожены, и текст отпечатали заново. Определённо неизвестно, как был принят современниками этот документ, автор которого обвиняет своего друга, но, желая оправдаться, философ в 1604 году пишет «Апологию», описывающую его действия и отношения с графом.
В августе 1601 года за срыв заговора и участие в судебном заседании королевой были отмечены денежными наградами ряд лордов и джентльменов, включая и Бэкона, получившего 1200 фунтов (хотя он надеялся на большее: «королева дала мне кое-что, хотя и не в той мере, что я ожидал»).

### Царствование Якова I
В марте 1603 года скончалась Елизавета I; на трон взошёл Яков I, он же король Шотландии Яков VI, ставший с момента воцарения в Лондоне правителем сразу двух независимых государств. 23 июля 1603 года Бэкон получил титул рыцаря; этого же титула были удостоены ещё почти 300 прочих персон. В результате, за два месяца при Якове I в рыцари посвятили столько же людей, сколько за последние десять лет правления Елизаветы I. Почётное рыцарское звание обосновывалось заслугами не самого Френсиса Бэкона — а его брата Энтони, что выглядело довольно оскорбительно, поэтому награждаемый не сразу согласился принять его, назвав «проституированным»; приняв же, заметил, что как старшина корпорации Грейс-Инн должен был учесть то, что несколько её членов были удостоены этой чести.
В промежутке времени до открытия первого парламента при Якове I, философ занимался литературной работой, стремясь заинтересовать короля своими как политическими, так и научными идеями. Представил ему два трактата: об англо-шотландской унии и о мерах по умиротворению церкви. Сторонником унии Фрэнсис Бэкон выступил и в парламентских дебатах 1606—1607 годов.
В 1604 году Бэкон получает должность штатного королевского адвоката, а 25 июня 1607 года занимает пост генерал-солиситора с доходом около тысячи фунтов в год. В то время Бэкон ещё не является советником Якова I, а доступ «к уху» государя имеет его кузен Роберт Сесил. В 1608 году, в качестве солиситора, Бэкон решил вопрос об «автоматической» взаимной натурализации шотландцев и англичан, родившихся после коронации Якова I: и те и другие становились гражданами обоих государств (Англии и Шотландии) и приобретали соответствующие права. Аргументацию Бэкона признали 10 судей из 12.
В 1605 году Бэкон выпустил своё первое значительное философское произведение: «Две книги о восстановлении наук», явившееся наброском вышедшего через 18 лет труда «О достоинстве и приумножении наук». В предисловии к «Двум книгам…» автор не скупился на обильные восхваления Якова I, что было обычным явлением для тогдашней литературной практики гуманистов. В 1609 году выходит работа «О мудрости древних», представляющая собой сборник миниатюр.
В 1608 году философ становится регистратором Звёздной палаты, заняв то место, кандидатом на которое он был назначен ещё при Елизавете I, в 1589 году; в результате его годовой доход, поступающий от королевского двора, составил сумму 3.200 фунтов.
В 1613 году появилась, наконец, возможность более значительного карьерного продвижения. После кончины сэра Томаса Флеминга освободилась должность главного королевского судьи, и Бэкон предложил королю перевести Эдварда Кока на это место. Предложение философа было принято, Кока перевели, его место в суде общей юрисдикции занял сэр Генри Хобарт, а сам Бэкон получил должность генерального прокурора (генерал-атторнея) (англ. attorney-general). Тот факт, что король внял совету Бэкона, и выполнил его, говорит об их доверительных отношениях; современник Джон Чемберлен (1553—1628) по этому поводу отметил: «Имеется сильное опасение, что … Бэкон может оказаться опасным орудием.». В 1616 году, 9 июня, Бэкон становится членом Тайного совета не без помощи молодого фаворита короля Джорджа Вильерса, впоследствии герцога Бэкингема.

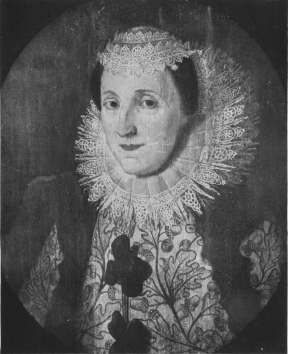
Алиса Бэрнем, жена Фрэнсиса Бэкона

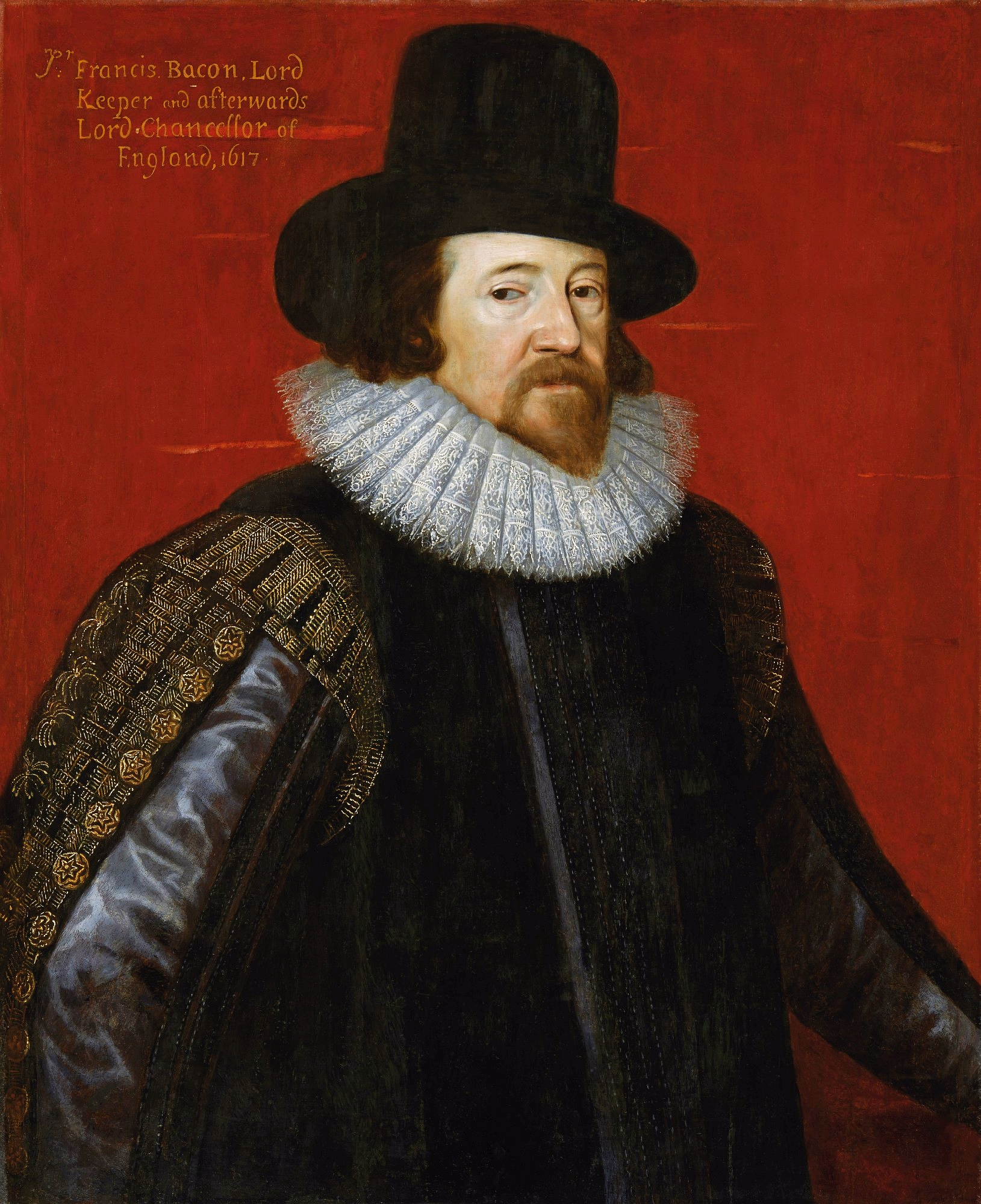
Портрет Фрэнсиса Бэкона. Пол ван Сомер, 1617 год

Период с 1617 по начало 1621 года явился самым плодотворным для Бэкона как в карьерном продвижении, так и в научной работе: 7 марта 1617 года он становится Лордом-хранителем Большой печати Англии, 4 января 1618 года его назначили на высший пост в государстве — он стал лордом-канцлером; в июле того же года ввели в круг пэров Англии присвоением титула барона Веруламского, а 27 января 1621 года возвели на следующую ступень пэрства, сделав виконтом Сент-Олбанским. 12 октября 1620 года опубликована одна из самых знаменитых его работ: «Новый Органон», вторая, по замыслу философа, часть незавершённого генерального труда — «Великое Восстановление Наук». Этот труд явился завершением большой многолетней работы; перед опубликованием окончательного текста было написано 12 вариантов.

### Обвинение и уход из политики
Нуждаясь в субсидиях, Яков I инициировал созыв парламента: в ноябре 1620 года его сбор был назначен на январь 1621-го. Собравшись, депутаты выразили недовольство ростом монополий, при раздаче и последующей деятельности которых возникало много злоупотреблений. Это недовольство имело практические последствия: парламент привлёк к ответственности ряд предпринимателей-монополистов, после чего продолжил расследование. Специально назначенная комиссия нашла злоупотребления и наказала некоторых чиновников государственной канцелярии. 14 марта 1621 года некто Кристофер Обри в суде палаты общин обвинил во взятке самого канцлера — Бэкона — а именно, в получении от него некоторой суммы денег во время слушания дела Обри, после чего решение было вынесено не в его пользу. Письмо Бэкона, написанное по этому случаю, показывает, что он понимал обвинение Обри как часть заранее подготовленного заговора против него. Почти сразу после этого возникло второе обвинение (дело Эдварда Эгертона), которое парламентарии изучили, нашли справедливым и требующим наказания канцлера, после чего назначили на 19 марта встречу с лордами. В назначенный день Бэкон по болезни прийти не смог, и отправил лордам извинительное письмо с просьбой назначить другую дату для своей защиты и личной встречи со свидетелями. Обвинения продолжали накапливаться, но философ всё ещё надеялся оправдаться, заявляя об отсутствии в своих действиях злого умысла, однако допуская нарушения, сделанные им согласно практике того времени всеобщего взяточничества. Как писал он Якову I: «…я могу быть нравственно неустойчивым и разделять злоупотребления времени. … я не буду обманывать относительно моей невиновности, как я уже писал лордам, … но скажу им тем языком, которым говорит мне моё сердце, оправдывая себя, смягчая свою вину и чистосердечно признавая её».
Со временем, во второй половине апреля, Бэкон понял, что защитить себя не получится, и 20 апреля отправил лордам общее
признание своей вины. Лорды посчитали это недостаточным и направили ему список из 28 обвинительных позиций, требуя письменного ответа. Бэкон ответил 30 апреля, признавая свою вину, и надеясь на справедливость, великодушие и милость суда.
1 мая 1621 года комиссия из четырёх человек, назначенных королём, посетила Бэкона в его особняке и изъяла Большую печать, на что он заметил: «Господь дал мне её, а теперь по своей вине я её потерял», прибавив то же самое по-латински.
3 мая 1621 года, после тщательного обсуждения, лорды вынесли приговор: штраф 40.000 фунтов, заключение в Тауэр на срок, определённый королём, лишение права занимать какие-либо государственные должности, заседать в парламенте и бывать при дворе. Было также предложение подвергнуть философа бесчестию — в данном случае лишить его титулов барона и виконта, но оно не прошло из-за двух голосов против, один из которых принадлежал маркизу Бэкингему.
Приговор был исполнен только в малой степени: 31 мая Бэкона заключили в Тауэр, но не в камеру, а в помещение йоменов, вместе с его слугой; через два-три дня король выпустил философа на волю, впоследствии также простив и штраф. Затем последовало общее прощение (хотя и не отменяющее приговор парламента), и долгожданное разрешение бывать при дворе, данное, вероятно, не без помощи фаворита короля Бэкингема. Однако в парламенте Бэкон уже больше никогда не заседал, и его карьера государственного деятеля закончилась. Власть намеревалась полностью помиловать бывшего лорда-канцлера (англ. full pardon) и даже был составлен соответствующий документ, но подписан он не был. Своей судьбой философ и политик подтвердил верность своих же слов, сказанных в эссе «О высокой должности»: «На высоком месте нелегко устоять, но нет и пути назад, кроме падения или по крайней мере заката…».

### После крушения карьеры

#### Личное отношение
Даже в тяжёлое время опалы философ себе не изменил. Как-то раз, свидетельствует современник, будущий Карл I возвращался с охоты и заметил хорошо оснащённую коляску в сопровождении изысканно одетых всадников, цель которых, казалось, была в том, чтобы прислуживать павшему канцлеру; принц оценил ситуацию и выразил сожаление о падении личности такого масштаба, а потом, глядя на достойную коляску, подумал и заключил: «Воистину мы есть то, что мы можем. Этот человек пренебрег своим падением как понюшкой табаку (англ. do we what we can, this man scorns to go out like a snuff)».

#### Пенсия
Лишившись жалования, Бэкон хлопотал о назначении ему пенсии. Однако в октябре 1621 года Тайный совет с одобрения короля постановил на некоторое время приостановить выплаты каких-либо пенсий по причине большого долга короны, составившего очень высокую для того времени сумму в 900 тыс. фунтов стерлингов. Впрочем, лорд-казначей Лайонел Кранфилд (англ. Lionel Cranfield, 1st Earl of Middlesex) не оставил просьбы бывшего канцлера совсем без внимания и в декабре 1621 года одобрил предписание на выплату ему пенсии в размере 1200 фунтов в год в течение 12 лет; первая выплата состоялась в январе 1622 года.
Пенсия выплачивалась нерегулярно; к осени 1622 года Бэкингем убедил короля подписать специальный указ о выплате Бэкону долгов по пенсии; в начале октября 1624-го Бэкингем сообщил, что король, учитывая прежние заслуги сэра Фрэнсиса, распорядился выплатить ему пенсию за три года. Получил ли он эти деньги, не ясно, возможно, что нет, поскольку в 1625 году несколько раз просил Бэкингема о помощи в выплате пенсии.

#### Борьба за Йорк-Хаус
После заката карьеры сэра Френсиса маркиз Бэкингем просил его сдать ему в долгосрочную аренду Йорк-Хаус. Дело было выгодное, но Бэкон отказал, написав, что отдать Йорк-хаус для него означает ещё один приговор, едва ли не более худший, чем предыдущий. По этой причине к концу 1621 года отношение Бэкингема к Бэкону существенно охладилось: он принял отказ как личное оскорбление. Затем купить дом намеревался лорд Леннокс, которому тоже был дан отказ с более откровенным объяснением: сэр Френсис сообщил, что Йорк-хаус очень дорог ему как родительское гнездо, где он родился, где умер его отец, и где он сам «хотел бы испустить свой последний вздох, если на то будет Божья воля и милость короля…», поэтому не расстанется с Йорк-хаусом ни за какие блага и деньги.
В начале 1622 года Бэкингем приобрёл Уоллингфорд-хаус — вполне достойный особняк вблизи Уайтхолла и сменил гнев на милость: его отношения с Бэконом улучшились. Тем не менее покушения на Йорк-хаус продолжились: маркиз задумал отдать особняк лорду-казначею Л. Кранфилду. Попытки Бэкона и его друзей отговорить маркиза провалились и к марту 1622 года сэр Френсис понял, что стоит перед выбором: либо он теряет свой особняк, но получает возможность беспрепятственно приезжать в Лондон, когда пожелает, либо остаётся в ссылке в Горхэмбери. Бэкон решил продать дом Кранфилду, снял дом в Чизике (англ. Chiswick) — в то время пригороде Лондона и в конце марта 1622 года поселился там со своей супругой Алисой . В Чизике он прожил недолго и в июне (или чуть позже) 1622 года переехал с Алисой в Бедфорд-хаус на Стрэнде.

#### Сочинения этого периода
После краха своей политической карьеры и кратковременного пребывания в Тауэре сэр Фрэнсис, будучи теперь свободным от государственных дел, взялся за написание исторической работы, посвящённой правлению короля Генриха VII, основателя династии Тюдоров (англ. The history of the reign оf King Неnrу the Seven). На бывшего лорда-канцлера были наложены определённые ограничения, поэтому он работал в собственном поместье Горхэмбери и не имел возможности пользоваться архивными материалами, но в основном только опубликованными историческими хрониками Роберта Фабиана (1516), Полидора Вергилия (1534), Эдварда Холла (1548), Рафаэля Холиншеда, Джона Стоу (1561), Джона Спида (1614), а также документами, которые ему давал его друг антиквар Роберт Коттон.
Через три месяца, в начале октября, книга, написанная на английском языке, была готова: в письме от 8 октября 1621 года Бэкон просил короля ознакомиться с рукописью и, при необходимости, внести исправления, или хотя бы указать на то, что следует изменить. Яков I прочитал историю своего предшественника Генриха с интересом.
Первое издание вышло в марте 1622 года и было посвящено принцу Уэльскому Чарльзу Стюарту, будущему королю Англии Карлу I, оно поступило в книжные лавки и стоило 6 шиллингов; публика хорошо приняла эту историческую работу.

### Последние дни
Бэкон умер после того, как простудился во время одного из физических опытов: он собственноручно набил снегом тушку курицы, которую купил у одной бедной женщины, чтобы проверить влияние холода на сохранность мясных припасов. Уже тяжелобольным, в последнем письме к лорду Эранделу (Arundel), одному из своих друзей, он с торжеством сообщает, что опыт удался. Учёный был уверен в том, что наука должна дать человеку власть над природой, имея в виду, что понимание свойств природных явлений позволяет воспроизводить их искусственно и использовать по мере надобности.
Однако есть доказательное мнение, что история с курицей (англ. chicken story), получившая широкое хождение в литературе — это не более чем исторический анекдот, а на самом деле Бэкон производил на себе эксперимент с воздействием опиатов или других веществ, чтобы поправить здоровье, ухудшившееся в конце 1625 года.
Бэкон был погребён в церкви Св. Архангела Михаила в Сент-Олбансе. На могиле установлена статуя философа, сидящего в кресле. Позже была сделана копия этой работы и передана в часовню колледжа Св. Троицы.

### Вероисповедание
Ортодоксальный англиканин, Бэкон считал себя учеником Джона Уитгифта Он написал ряд религиозных сочинений: «Исповедание веры», «Священные размышления» (1597), «Перевод некоторых псалмов на английский» (1625). Также, в работе «Новая Атлантида» имеется много неявных отсылок к Библии, а труд «Великое восстановление наук» является, как считает англо-ирландский учёный Бенджамин Фаррингтон, намёком на «Божественное обетование человеческого господства над всеми созданиями». В своих «Опытах…» Бэкон, среди прочего, рассуждает о различных вопросах религии, критикует суеверия и атеизм: «… поверхностная философия склоняет ум человека к безбожию, глубины же философии обращают умы людей к религии».
Духовником и доверенным другом Бэкона в его зрелые годы был англиканский капеллан Уильям Роули (англ. William Rawley); после кончины философа он остался ему предан и приложил немалые усилия, чтобы спасти и издать его рукописные сочинения, в том числе незаконченные. У. Роули считается и первым биографом сэра Фрэнсиса.

### Личная жизнь
В 1603 году Роберт Сесил представил Бэкона вдове лондонского старейшины Бенедикта Бэрнема, Дороти, вторично вышедшей замуж за сэра Джона Пэкингтона, матери будущей жены философа Алисы Бэрнем (1592—1650). Свадьба 45-летнего Фрэнсиса и 14-летней Алисы состоялась 10 мая 1606 года. Как писал один из современников: «Вчера сэр Фрэнсис Бэкон обвенчался со своей юной невестой в Марилебонской церкви Девы Марии. Он был с головы до ног в пурпурном, на нем и на его жене были поистине роскошные одеяния из золотой и серебряной парчи. Видно, как глубоко он залез в её приданое». Для жениха это был первый брак, как и для невесты, в силу её возраста.
В результате женитьбы философ крупно выиграл финансово и вообще был доволен новой жизнью, назвав её «моя удвоенная жизнь» (англ. my doubled life). Детей у Фрэнсиса и Алисы не было. Со временем отношения между супругами стали напряжёнными; Алиса часто проводила время со своим управляющим Джоном Андерхиллом (англ. John Underhill), который женился на ней через 11 дней после кончины сэра Фрэнсиса.

## Философия и работы
Его работы являются основанием и популяризацией индуктивной методологии научного исследования, часто называемой методом Бэкона. Индукция получает знание из окружающего мира через эксперимент, наблюдение и проверку гипотез, а не из толкования, например, древних текстов Аристотеля. В контексте своего времени, такие методы использовались алхимиками. Свой подход к проблемам науки, а также человека и общества Бэкон изложил в трактате «Новый органон», вышедшем в 1620 году. В этом трактате он поставил целью науки увеличение власти человека над природой, которую определял как бездушный материал, цель которого — быть использованным человеком.
Бэкон создал двухбуквенный шифр, называемый теперь шифр Бэкона.
Существует непризнанная научным сообществом «бэконианская версия», приписывающая Бэкону авторство текстов, известных под именем Шекспира.

### Научное познание
В целом великое достоинство науки Бэкон считал почти самоочевидным и выразил это в своём знаменитом афоризме «Знание — сила» (лат. Scientia potentia est).
Однако на науку делалось много нападок. Проанализировав их, Бэкон пришёл к выводу о том, что Бог не запрещал познание природы. Наоборот, он дал человеку ум, который жаждет познания Вселенной. Люди только должны понять, что существуют два рода познания: 1) познание добра и зла, 2) познание сотворённых Богом вещей.
Познание добра и зла людям запрещено. Его им даёт Бог через Библию. А познавать сотворённые вещи человек, наоборот, должен с помощью своего ума. Значит, наука должна занимать достойное место в «царстве человека». Предназначение науки в том, чтобы умножать силу и могущество людей, обеспечивать им богатую и достойную жизнь.

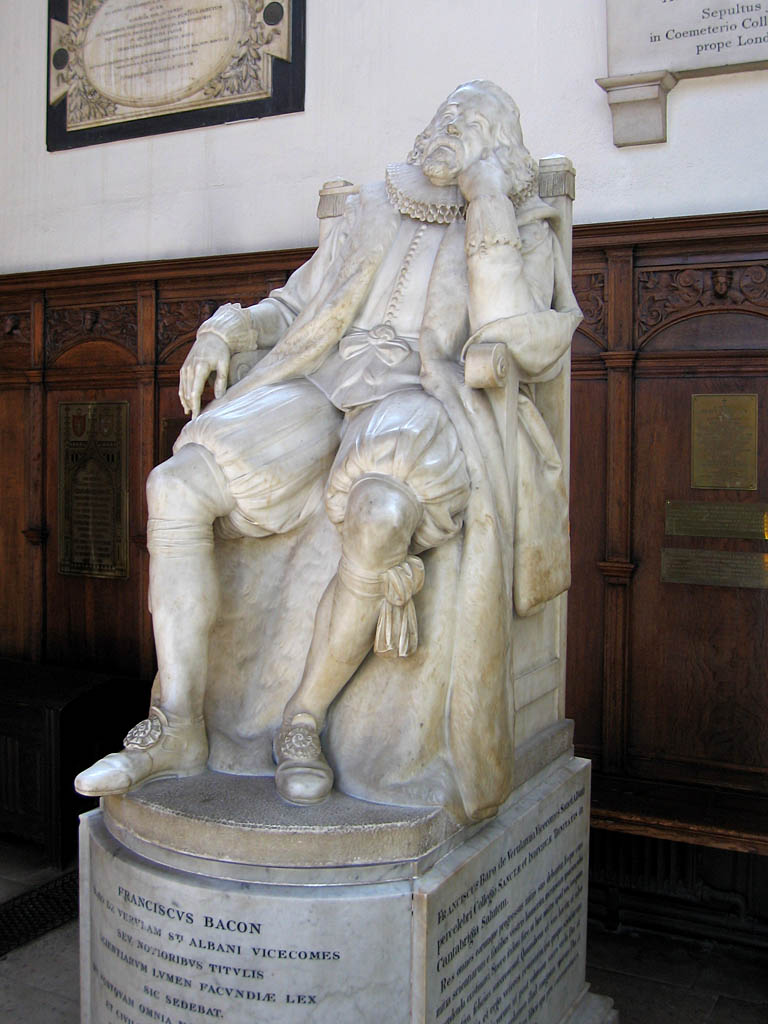
Статуя Бэкона в часовне Тринити-колледжа

Указывая на плачевное состояние науки, Бэкон говорил, что до сих пор открытия делались случайно, не методически. Их было бы гораздо больше, если бы исследователи были вооружены правильным методом. Метод — это путь, главное средство исследования. Даже хромой, идущий по дороге, обгонит здорового человека, бегущего по бездорожью.
Исследовательский метод, разработанный Фрэнсисом Бэконом — ранний предшественник научного метода. Метод был предложен в сочинении Бэкона «Novum Organum» («Новый органон») и был предназначен для замены методов, которые были предложены в сочинении «Organum» («Органон») Аристотеля почти 2 тысячелетия назад.
В основе научного познания, согласно Бэкону, должны лежать индукция и эксперимент. Индукция может быть полной (совершенной) и неполной. Полная индукция означает регулярную повторяемость и исчерпаемость какого-либо свойства предмета в рассматриваемом опыте. Индуктивные обобщения исходят из предположения, что именно так будет обстоять дело во всех сходных случаях. В этом саду вся сирень белая — вывод из ежегодных наблюдений в период её цветения. Неполная индукция включает обобщения, сделанные на основе исследования не всех случаев, а только некоторых (заключение по аналогии), потому что, как правило, число всех случаев практически необозримо, а теоретически доказать их бесконечное число невозможно: все лебеди белы для нас достоверно, пока не увидим чёрную особь. Это заключение всегда носит вероятностный характер.
Пытаясь создать «истинную индукцию», Бэкон искал не только факты, подтверждающие определённый вывод, но и факты, опровергающие его. Он, таким образом, вооружил естествознание двумя средствами исследования: перечислением и исключением. Причём главное значение имеют именно исключения. С помощью своего метода он, например, установил, что «формой» теплоты является движение мельчайших частиц тела.
Итак, в своей теории познания Бэкон неукоснительно проводил мысль о том, что истинное знание вытекает из чувственного опыта. Такая философская позиция называется эмпиризмом. Бэкон был не только его основоположником, но и самым последовательным представителем.
Бэкон разделил источники человеческих ошибок, стоящих на пути познания, на четыре группы, которые он назвал «призраками» или «идолами» (лат. idola). Это «призраки рода», «призраки пещеры», «призраки площади» и «призраки театра».
1. «Призраки рода» проистекают из самой человеческой природы, они не зависят ни от культуры, ни от индивидуальности человека. «Ум человека уподобляется неровному зеркалу, которое, примешивая к природе вещей свою природу, отражает вещи в искривлённом и обезображенном виде».
2. «Призраки пещеры» — это индивидуальные ошибки восприятия, как врождённые, так и приобретённые. «Ведь у каждого, помимо ошибок, свойственных роду человеческому, есть своя особая пещера, которая ослабляет и искажает свет природы».
3. «Призраки площади (рынка)» — следствие общественной природы человека, — общения и использования в общении языка. «Люди объединяются речью. Слова же устанавливаются сообразно разумению толпы. Поэтому плохое и нелепое установление слов удивительным образом осаждает разум».
4. «Призраки театра» — это усваиваемые человеком от других людей ложные представления об устройстве действительности. «При этом мы разумеем здесь не только общие философские учения, но и многочисленные начала и аксиомы наук, которые получили силу вследствие предания, веры и беззаботности».

## Последователи
Наиболее значительные последователи эмпирической линии в философии Нового времени: Томас Гоббс, Джон Локк, Джордж Беркли, Дэвид Юм — в Англии; Этьен Кондильяк, Клод Гельвеций, Поль Гольбах, Дени Дидро — во Франции. Проповедником эмпиризма Ф. Бэкона был также словацкий философ Ян Байер.

## Сочинения
Всего при жизни Бэкона опубликовано 59 его работ, ещё 29 были впервые изданы уже после смерти философа. Среди наиболее влиятельных можно назвать:
- «Опыты, или наставления нравственные и политические» (1-е издание, 1597);
- «О достоинстве и приумножении наук» (1605);
- «Опыты, или наставления нравственные и политические» (2-е издание, — 38 эссе, 1612);
- «Великое восстановление наук, или Новый Органон» (1620);
- «Опыты, или наставления нравственные и политические» (3-е издание, — 58 эссе, 1625);
- «Новая Атлантида» (1627).

Более подробно работы философа представлены в следующих английских статьях: Библиография Фрэнсиса Бэкона, Работы Фрэнсиса Бэкона.

## Образ в современной культуре
- «Королева Елизавета» / «Les amours de la reine Élisabeth» (Франция; 1912) режиссёры Анри Дефонтен и Луи Меркантон, в роли лорда Бэкона — Жан Шамруа.
- В серии «Погоня» (1965) 2 сезона сериала «Доктор Кто» роль Фрэнсиса Бэкона играет актёр Роджер Хэммонд[англ.].
- «Королева-девственница» / «The virgin Queen» (Великобритания; 2005) режиссёр Коки Гедройц, в роли лорда Бэкона — Нил Стьюк.